# قصف وارسو في الحرب العالمية الثانية
يشير قصف وارسو في الحرب العالمية الثانية إلى حملة القصف الجوي لوارسو من قِبل لوفتفافه الألمانية خلال حصار وارسو في غزو بولندا في عام 1939. قد يشير أيضًا إلى غارات القصف الألماني خلال انتفاضة وارسو عام 1944. خلال الحرب ، تم تدمير ما يقرب من 85 ٪ من المدينة بسبب التفجيرات الجماعية الألمانية ونيران المدفعية الثقيلة وحملة الهدم المخطط لها. 

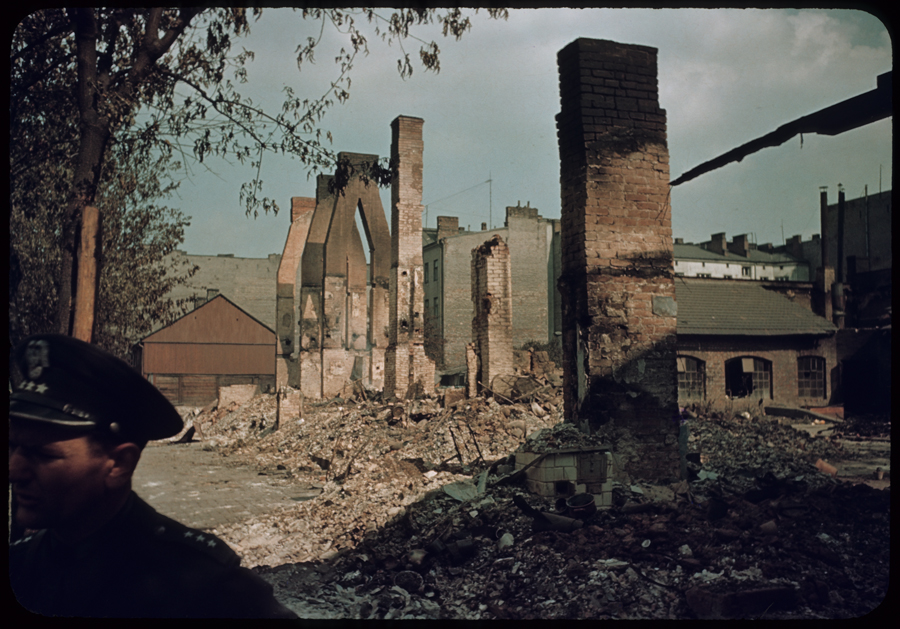
وارسو بعد القصف الألماني في سبتمبر 1939.

## حصار وارسو (1939)
في عام 1939، بدأ سلاح الجو النازي الهجوم الألماني على بولندا من خلال عملية Wasserkante، وهي هجوم جوي على وارسو في 1 سبتمبر. كان هذا الهجوم الذي قامت به أربع مجموعات من الطائرات ذا فعالية محدودة بسبب الغطاء السحابي المنخفض والمقاومة البولندية القوية من قبل مقاتلات PZL P.11 من لواء Pursuit، الذي أسقط 16 طائرة ألمانية. ومع ذلك، فإن الخسائر الفادحة في الطائرات المقاتلة البولندية تعني أنه بحلول 6 سبتمبر، كان الدفاع الجوي لوارسو في أيدي المدافع مضادة للطائرات والعديد من المدافع الرشاشة المضادة للطائرات التابعة لقيادة الدفاع عن وارسو. 
مع اقتراب الجيش الألماني من وارسو في 8 سبتمبر 1939، هاجم 140 من طائرات يونكرز جو 87 ستوكا أجزاء من المدينة على الضفة الشرقية لنهر فيستولا وقصفت قاذفات قنابل أخرى مواقع الجيش البولندي في الضواحي الغربية.

## المعرض

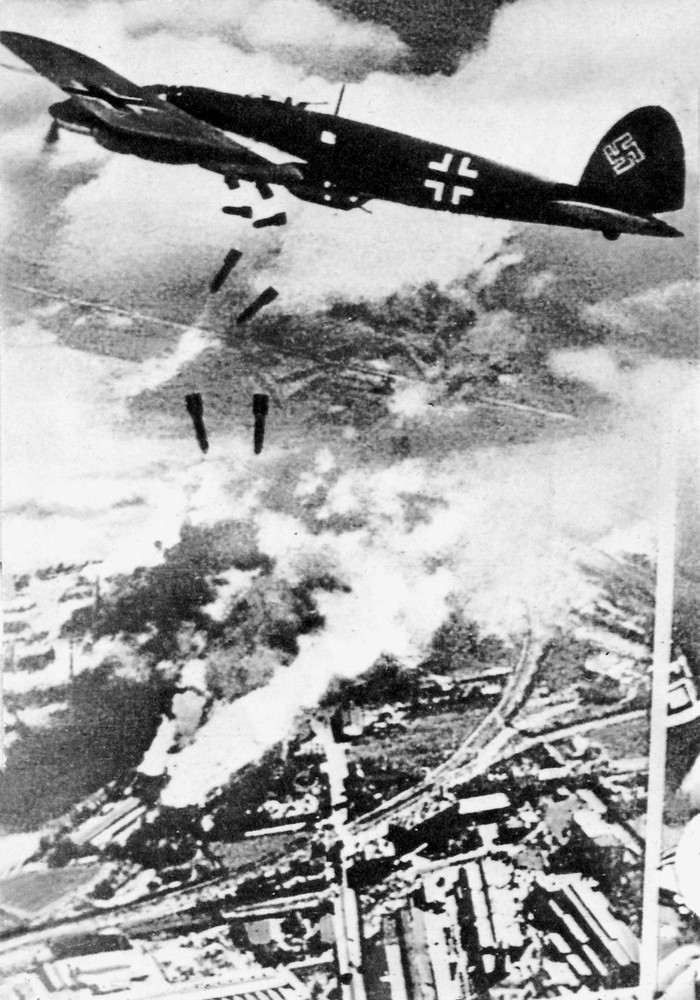
طائرات Heinkel الألمانية He 111 تقصف وارسو ، سبتمبر 1939
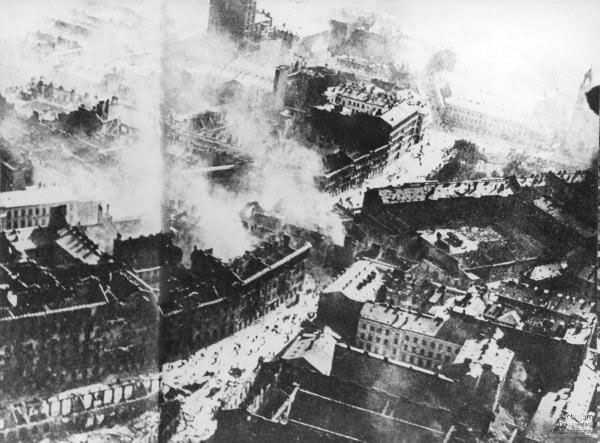
وارسو بعد قصف الألمانية لوفتوافا ، سبتمبر 1939
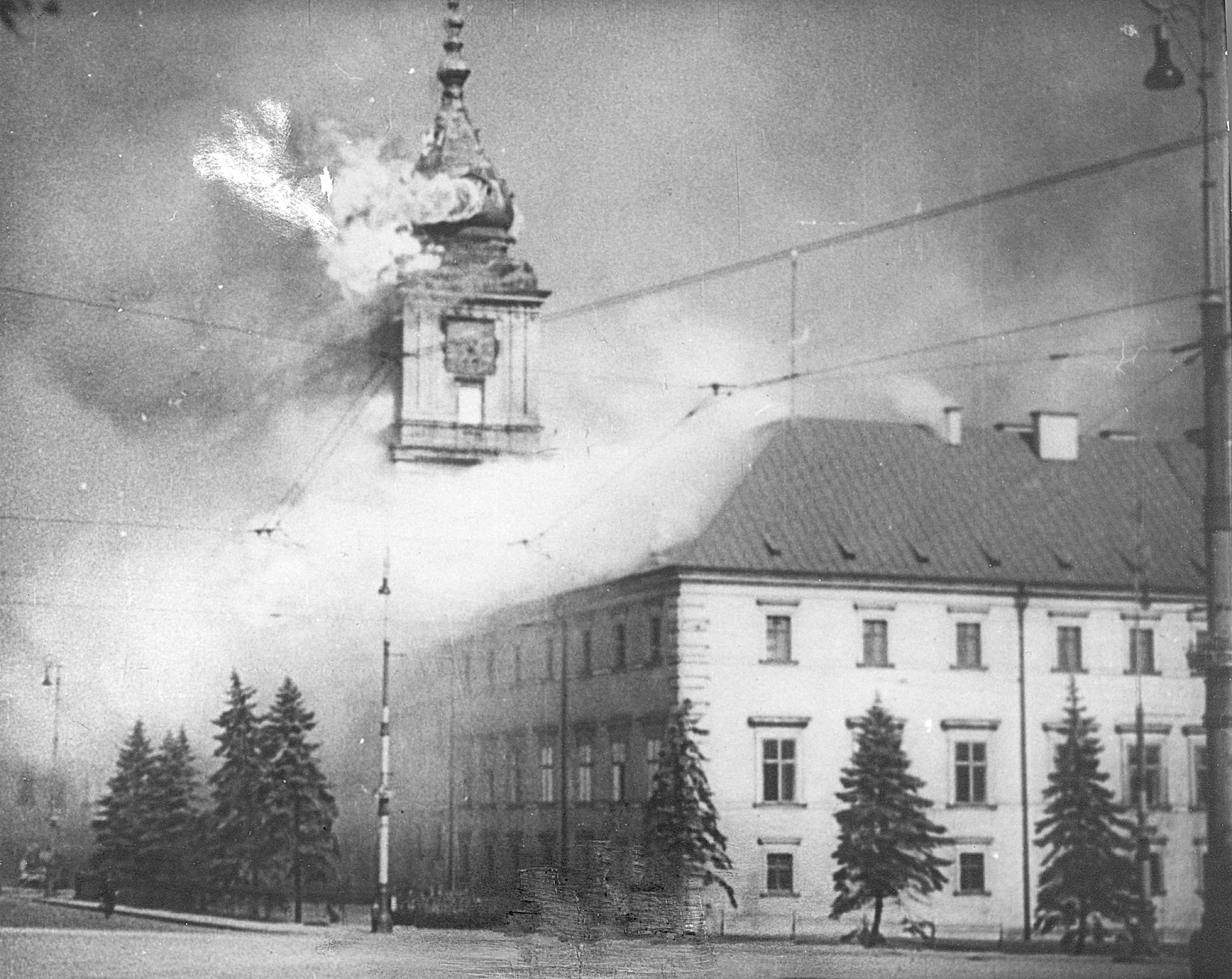
القلعة الملكية في وارسو بعد القصف الألماني للمدينة ، سبتمبر 1939
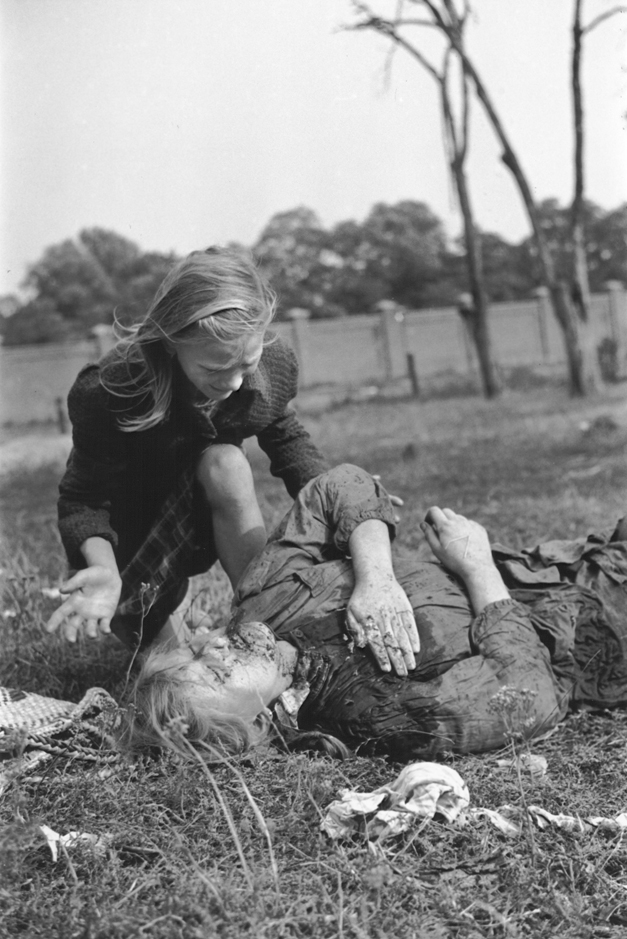
فتاة بولندية تبكي على جثة شقيقتها البالغة من العمر 14 عامًا والتي قصفتها قاذفات الغطس الألمانية ، سبتمبر 1939
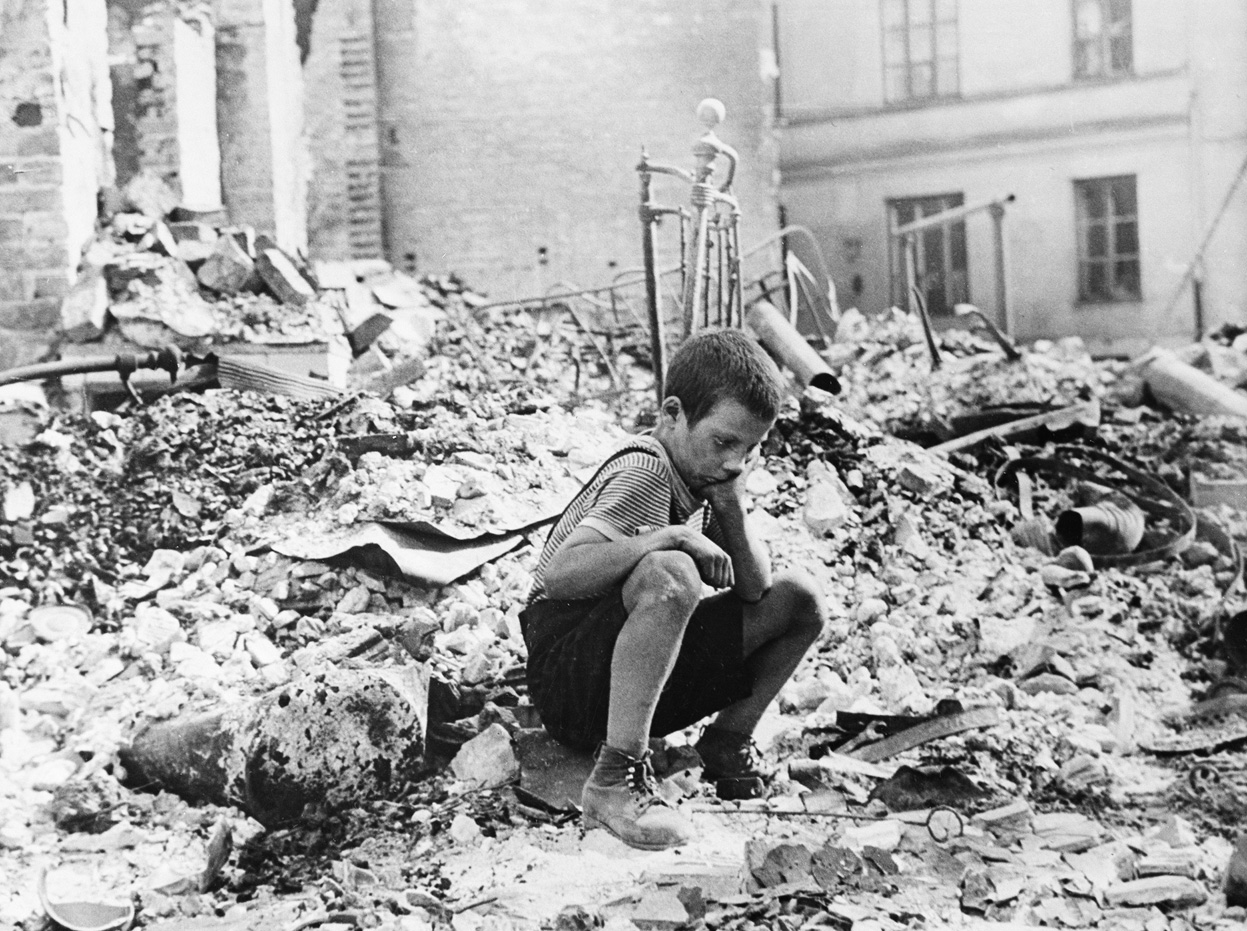
الناجي من تفجير وارسو ، 1939
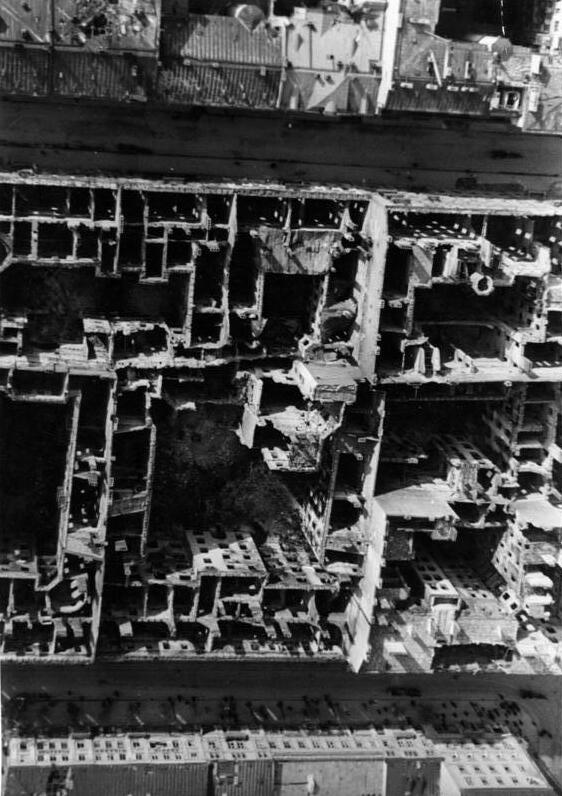
دمرت كتل المدينة في وارسو بعد تفجير ألماني ، سبتمبر 1939